# St. Zeno (Herrischried)

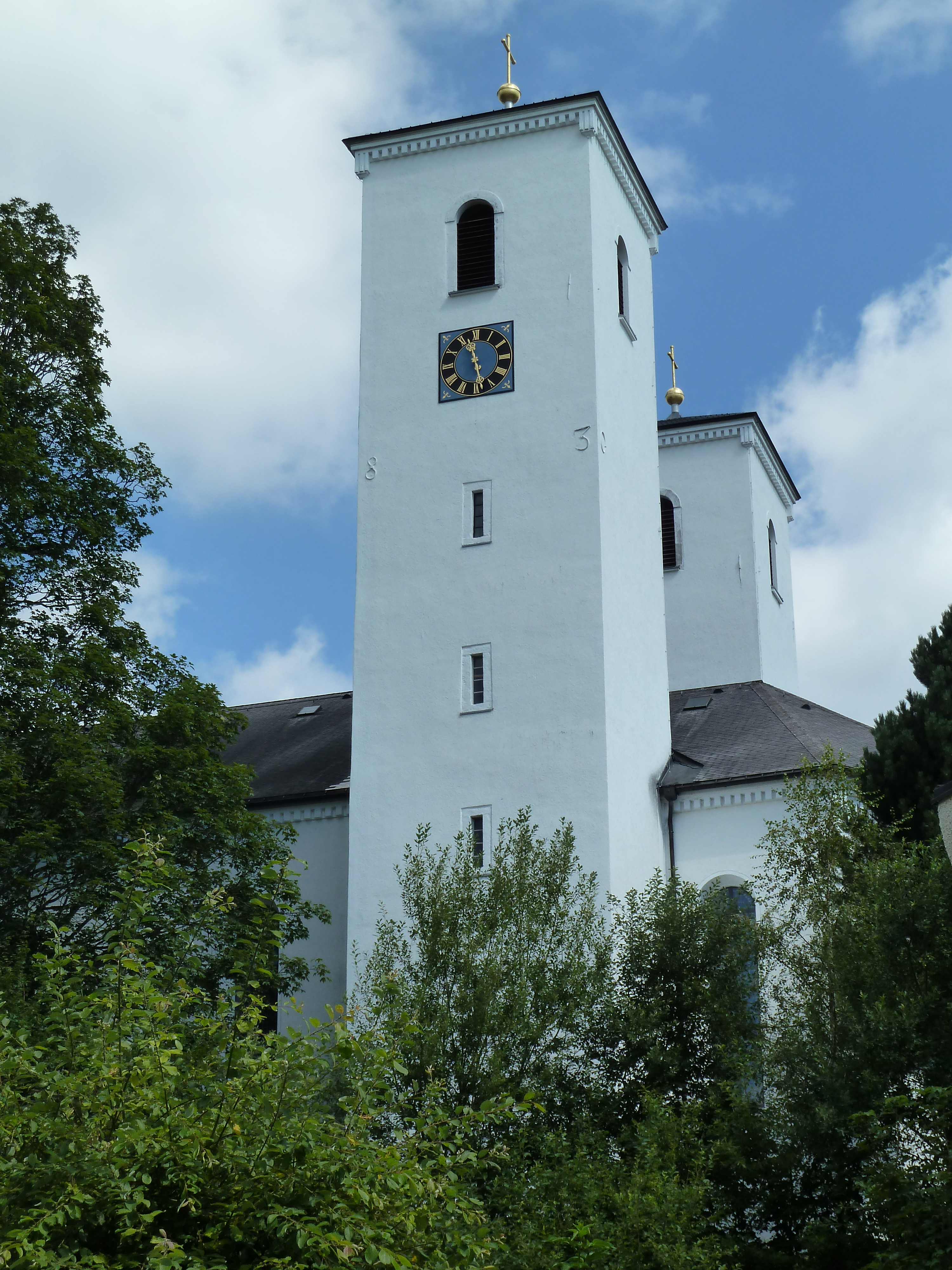
St. Zeno in Herrischried

St. Zeno ist eine katholische Kirche in Herrischried im Landkreis Waldshut. Sie ist Sitz der gleichnamigen Gemeinde in der Pfarrei Hotzenwald St. Wendelinus im Dekanat Waldshut des Erzbistums Freiburg. Der Patron der Kirche ist der Heilige Zenon von Verona.

## Geschichte

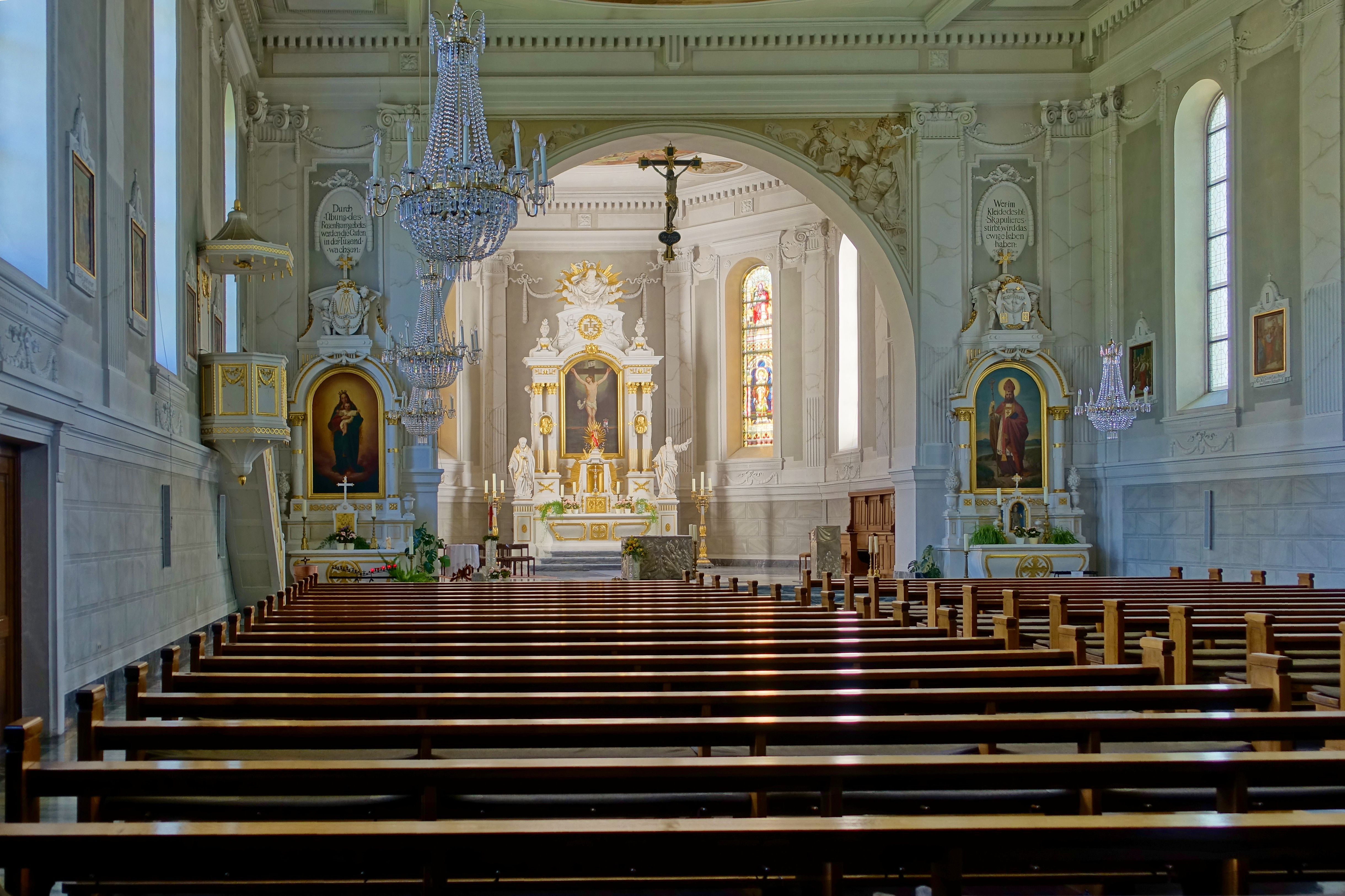
Inneres, Blick zum Altar

Die erste, 1594 eingeweihte Kirche brannte 1828 ab. Von ihr sind so gut wie keine Spuren mehr vorhanden. Der Architekt Christoph Arnold entwarf Pläne für den Neubau, die allerdings nicht realisiert wurden. Stattdessen wurde der Entwurf des ortsansässigen Schreiners Bernhard Eckert ausgeführt. Im Jahre 1849 fiel dieser Bau wiederum einem Brand zum Opfer. Anschließend entstand der heutige Bau.
Die umfassende Renovierung im Jahre 1913 lag in den Händen von Raimund Jeblinger. Er schuf das heutige klassizistische Innere der Kirche. Der Erste Weltkrieg verzögerte die Fertigstellung bis zum Beginn der 1920er Jahre. Bei der letzten großen Renovierung wurden ein grau-weißer Marmorboden verlegt sowie neue Eichenbänke angefertigt.

## Orgel
Die Kirche ist mit einer Orgel des Überlinger Meisters Xaver Mönch ausgestattet. Die 1897 erbaute Orgel mit 20 Registern hat in der Vergangenheit allerdings mehrfache Umbauten erlebt und wurde seit 2012 von der Waldkircher Orgelbau Jäger & Brommer restauriert.
| I Hauptwerk C–f3 |       |
| Bourdon          | 16′   |
| Principal        | 8′    |
| Gamba            | 8′    |
| Flöte            | 8′    |
| Quintatön        | 8′    |
| Octav            | 4′    |
| Gemshorn         | 4′    |
| Mixtur IV        | 2 ⁄3′ |
| Cornett IV-V     | 8′    |
| Trompete         | 8′    |

| II Nebenwerk C–f3 |    |
| Geigenprincipal   | 8′ |
| Lieblich Gedekt   | 8′ |
| Salicional        | 8′ |
| Aeoline           | 8′ |
| Traversflöte      | 4′ |
| Dolce             | 4′ |

| Pedalwerk C–d1 |     |
| Violonbaß      | 16′ |
| Subbaß         | 16′ |
| Octavbaß       | 8′  |
| Posaune        | 16′ |

- Koppeln: II/I, I/P, II/P

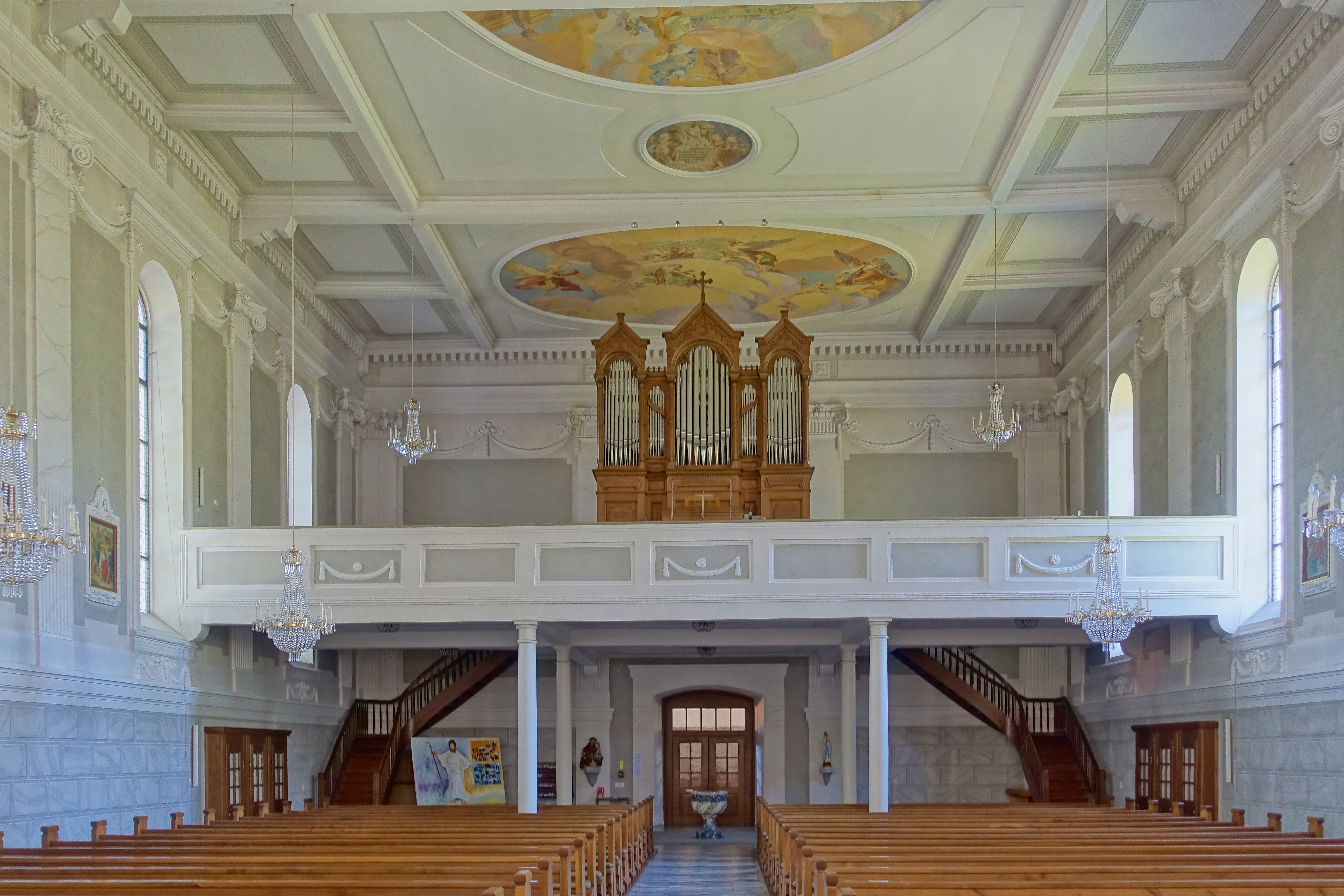
Blick zur Empore mit Orgel

- Spielhilfen: Feste Kombinationen (mf, tutti)

## Glocken
Im Nordturm der Kirche hängt ein vierstimmiges Glockengeläut. Neben drei neuen Bronze-Glocken, die 2018 von der Glockengießerei Bachert in Neunkirchen als Ersatz für die rostenden Eisengussglocken der Gießerei J. F. Weule gegossen wurden, gibt es noch eine historische Glocke, die als kleinste 1829 von den Gebrüdern Bayer aus Freiburg gegossen wurde.
| Glocke | Name         | Durchmesser | Gewicht   | Schlagton |
| ------ | ------------ | ----------- | --------- | --------- |
| 1      | St. Zeno     | ∼ 1510 mm   | ∼ 2200 kg | des'-4    |
| 2      | St. Josef    | ∼ 1190 mm   | ∼ 1000 kg | f'-9      |
| 3      | Kinderglocke | ∼ 1000 mm   | 0∼ 600 kg | as'-6     |
| 4      |              | 0860 mm     | 0440 kg   | b'-7      |